# Rio Caístro
O rio Caístro (em grego: Κάυστρος; romaniz.: Káystros; em latim: Cayster) ou Pequeno Meandro (em turco: Küçük Menderes) é um rio da Turquia localizado ao sul de Esmirna, na antiga Lídia.
Nasce na serra de Bozdağlar, na sua parte oriental e tem 175 km de distância. Desagua no mar Egeu perto de Selçuk, sendo que nos arredores estão situadas as ruínas da célebre cidade antiga de Éfeso. Perto da foz encontramos a concorrida praia de Pamucak, lugar de veraneio da classe média turca de İstanbul e İzmir.
O rio passa pelas localidades de Kiraz e Beydağ (logo depois de formar uma pequena garganta na qual está situada uma barragem) para se estender pela ampla planície em que serpenteia vagarosamente atravessando as localidades de Ödemiş, Tire, Bayındır e Torbalı. Os sedimentos transportados fizeram que as dragagens fossem frequentes durante a Antiguidade para garantir a navegabilidade do porto de Éfeso, mas com o declínio desta cidade e a diminuição do comércio logo após a decadência do Império Romano os trabalhos foram abandonados, não impedindo o assoreamento da foz do rio de forma que hoje a antiga cidade se encontra a 5–6 km da actual linha de costa.
O rio apresenta um regime completamente irregular, como é próprio de rios mediterrânicos, com precipitações anuais próximas aos 900 mm na cabeceira e aos 600-700 na parte baixa. Daí que a planície seja especialmente fértil, com especial destaque para a oliveira, a fruticultura e a exploração da resina do larício.
Entre os seus afluentes mais importantes se encontram o Fertek, Uladı, Ilıca, Değirmen, Aktaş, Rahmanlar, Prinçci, Yuvalı, Ceriközkayası, Eğridere, Birgi, Çevlik e o Keles.